# Carl Ludwig Kirschbaum
Carl Ludwig Kirschbaum (Usingen, 31 gennaio 1812 – Wiesbaden, 3 marzo 1880) è stato un entomologo tedesco.

## Biografia
Scrisse Die Cicadinen der Gegend von Wiesbaden und Frankfurt a. M. nebst einer Anzahl neuer oder schwer zu unterscheidender Arten aus anderen Gegenden Europas (Jahrbücher des Nassauischen Vereins für Naturkunde 21: 1-202, 1868) e altre opere.
Le sue collezioni si trovano al Museo di storia naturale di Wiesbaden. Contiene materiale proveniente da Francoforte sul Meno e Wiesbaden, ma anche da un vasto materiale portato da Carl von Heyden (soprattutto da varie parti della Germania meridionale e della Svizzera) e Philipp Christoph Zeller (soprattutto dalla Sicilia). Numerosi esemplari furono inviati da Carl August Dohrn (Jena), Arnold Förster (Aquisgrana), Fuchs (W) (Berlino), Gustav Mayr (Vienna), Wilhelm Mink (Krefeld), Hermann Rudolph Schaum (Berlino) Adolph Schenck (Weilburg), Carl Stål (Stoccolma) e Peter Friedrich Ludwig Tischbein (Birkenfeld). Complessivamente, la raccolta comprende 5000 individui, di cui 333 dei tipi pubblicati in Die Cicadinen.

## Opere
- (1853): Entomologische Miscellen. - Jahrbücher des Vereins für Naturkunde im Herzogthum Nassau 9: II 42-45 [Originaltitel: ].
- (1853): Verzeichnis der in der Gegend von Wiesbaden, Dillenburg und Weilburg im Herzogthum Nassau aufgefundenen Sphegiden. - Stettiner Entomologische Zeitung 14: 28-31,43-49.
- (1855): Rhynchotographische Beiträge. I. Die Capsinen der Gegend von Wiesbaden. - Jahrbücher des Vereins für Naturkunde im Herzogthum Nassau 10: 161-348.
- (1855): Über Hoplisus punctuosus Eversm. Hoplisus punctatus n. sp.. - Wiesbaden: Stein, S. 1-7.
- (1855): Über Hoplisus punctuosus Eversm. u. Hoplisus punctatus n. sp. - Moskau: Festschr. 50-jähr. Best. K. Naturf. Ges., 7 S.
- (1858): [Über die Zertheilung der Gattung Jassus in mehrerer Gattungen]. - In: Bericht über die monatlichen Sitzungen der Mitglieder des Vereins. - Jahrbücher des Vereins für Naturkunde im Herzogthum Nassau 13: 355-358.
- (1858): Die Athysanus-Arten der Gegend von Wiesbaden. - Wiesbaden: Festschrift Wett. Ges. ges. Naturk., Fünfzigjährigen Bestehens, S. 1-14.
- (1859): Bericht über die monatlichen Sitzungen der Mitglieder des Vereins. - Jahrbücher des Vereins für Naturkunde im Herzogthum Nassau 14: 450-454.
- (1863): Die Reptilien und Fische des Herzogthums Nassau. Verzeichniß und Bestimmungstabelle. - Jahrbücher des Vereins für Naturkunde im Herzogthum Nassau 17/18: 77-122.
- (1866): Nekrolog [Carl Heinrich Georg von Heyden +]. - Jahrbücher des Nassauischen Vereins für Naturkunde 19: 511-.
- (1868): Die Cicadinen der Gegend von Wiesbaden und Frankfurt a. M. nebst einer Anzahl neuer oder schwer zu unterscheidender Arten aus anderen Gegenden Europas. - Jahrbücher des Nassauischen Vereins für Naturkunde 21: 1-202.
- (1868): Die Gattung Idiocerus Lew. und ihre europäischen Arten. - Schulprogr. Königl. Gymn. 1868: 3-38, Wiesbaden.
- (1868): Nekrolog [Johann Daniel Wilhelm Bayrhoffer +]. - Jahrbücher des Nassauischen Vereins für Naturkunde 21: 429-432.
- (1872): Zoologische Mitteilungen: 1. Tringa maritima im Spessart. - Jahrbücher des Nassauischen Vereins für Naturkunde 25: 439-441.
- (1872): Zoologische Mitteilungen: 2. Über Sternschnuppengallerte. - Jahrbücher des Nassauischen Vereins für Naturkunde 25: 441-446.
- (1872): Zoologische Mitteilungen: 3. Über das Nest von Anthidium strigatum Latr.. - Jahrbücher des Nassauischen Vereins für Naturkunde 25: 446-447.
- Nekrolog [Karl Wilhelm Gottlieb Leopold Fuckel +]. - Jahrbücher des Nassauischen Vereins für Naturkunde 29/30: 432-433.